# Double Indemnity
Double Indemnity és una pel·lícula estatunidenca dirigida l'any 1944 per Billy Wilder, adaptació de la novel·la homònima de James M. Cain, amb guió de Raymond Chandler, Wilder i el mateix James M. Cain, Obra cabdal del cinema negre, és un dels exercicis de suspens més fascinadors de tots els temps.
El guió és una adaptació de Billy Wilder i Raymond Chandler de la novel·la Pacte de sang (el títol original de la qual era també Double Indemnity), de l'escriptor James M. Cain.
En la 17a edició dels Premis Óscar, va rebre set nominacions, inclosos els de millor pel·lícula, millor director, millor guió adaptat, millor actriu, millor fotografia en blanc i negre, millor banda sonora i millor so, però no va guanyar cap.
Àmpliament considerada com un clàssic, és citada sovint per ser un film noir paradigmàtic i per haver establert l'estàndard per a les pel·lícules que van seguir en aquest gènere. En 1992, la pel·lícula va ser considerada «cultural, històrica i estèticament significativa» per la Biblioteca del Congrés dels Estats Units i seleccionada per a la seva preservació en el National Film Registry.

## Argument
Walter Neff és un venedor d'assegurances que, al costat de la "femme fatale" Phyllis Dietrichson, duen a terme un pla per assassinar el marit d'aquesta i quedar-se amb els diners de la seva assegurança. Tot es complica quan entra en acció l'investigador de l'empresa d'assegurances, Barton Keyes.
En la seqüència d'obertura, durant la qual es mostren els títols de crèdit, apareix la silueta d'un home, vestit amb abric i barret, que avança caminant amb unes crosses en direcció a la cambra, fins a cobrir tota la pantalla (com s'ha assenyalat, aquesta silueta pot ser tant la de la víctima de l'assassinat, el senyor Dietrichson, com la del seu assassí, Walter Neff). Hi ha un fos encadenat i es mostra una fosca i plujós carrer de Los Angeles, de matinada. Un automòbil (un Dodge de 1938) se salta un semàfor en vermell i està a punt de xocar amb una camioneta de repartiment del periòdic Los Angeles Times. El cotxe es deté finalment enfront d'un edifici d'oficines, i d'ell surt, movent-se amb una certa dificultat, el venedor de segurs Walter Neff (Fred MacMurray). Neff flama i li obre el vigilant nocturn i ascensorista de l'edifici. Mentre pugen a l'ascensor, conversen de temes banals: possiblement, no obstant això, al vigilant el sorprèn l'aspecte de Neff, ja que és segurament ell qui avisa després a Keyes.
Arriben al pis dotzè, seu de la companyia d'assegurances Pacific All-Risk Insurance Company, en la qual treballa Neff. Aquest entra en el seu despatx. Amb esforç (després se sabrà que es troba ferit de gravetat), s'asseu en la seva taula, encén un cigarret i col·loca un cilindre en el seu dictàfon, en el qual comença a gravar un memoràndum intern dirigit al seu company de treball, Barton Keyes (Edward G. Robinson), i datat a Los Angeles el 16 de juliol de 1938. Neff confessa ser l'assassí de Dietrichson, suposadament mort en un accident, i haver estafat a la seva pròpia companyia. I explica per què ho va fer: "Ho vaig matar per diners i per una dona. Ni vaig aconseguir els diners, ni la dona. Estupend, veritat?".
La narració de Neff inicia el flashback, que retrotreu a l'espectador al passat mes de maig, quan Neff, de pas per Glendale, va visitar la casa de la família Dietrichson en Glendale per a aconseguir que el senyor Dietrichson renovés l'assegurança dels seus dos automòbils. Dietrichson no està, però Neff troba a casa a la seva dona, Phyllis Dietrichson (Barbara Stanwyck), que apareix a la part alta d'una escala coberta sola amb una tovallola. Neff se sent atret per la senyora Dietrichson. Ella li diu que esperi mentre es vestirà. Poc després, baixa l'escala (es mostra el que seria el punt de vista de Neff: un primer pla de les cames de Phyllis Dietrichson baixant l'escala, en què pot veure's la polsera que porta en el turmell esquerre). Neff i Dietrichson parlen de les assegurances dels automòbils del marit d'ella. En la seva conversa hi ha una referència a la pel·lícula Històries de Filadèlfia. Phyllis li pregunta si es dedica també a una altra mena d'assegurances, com els d'accidents. Durant tota la seva conversa, es fa evident que entre tots dos existeix una mútua atracció. Ell flirteja amb ella, que té una actitud ambigua davant els avanços de l'agent d'assegurances. Finalment, decideixen que Neff tornarà l'endemà, a dos quarts de nou de la tarda, per a parlar amb el senyor Dietrichson. La veu en off de Neff evoca l'olor de lligabosc del perfum de Phyllis, preguntant-se: "Com podia jo saber que el crim fa olor de vegades com el lligabosc?".
Quan Neff torna a la companyia d'assegurances, li comuniquen que Barton Keyes (Edward G. Robinson) desitja veure-li. Keyes és l'encarregat d'investigar les reclamacions a la companyia, i té una espècie de sisè sentit ("un homenet dins"),que fa gairebé impossible enganyar-li. Quan Neffarriba a la seva oficina, Keyes està desemmascarant un intent d'estafa per part del camioner Sam Garlopis (FortunioBonanova), que ha calat foc al seu camió per a cobrar l'assegurança. Després que Garlopis renunciï a la seva reclamació i surti del despatx de Keyes, aquest i Neff tenen en una conversa en què es posa en relleu l'estima que senten l'u per l'altre, així com la malaltissa obsessió pel treball de Keyes.
Neff va després al seu despatx, on li espera un encàrrec de Phyllis Dietrichson indicant-li que no vagi a la seva casa l'endemà, com havien quedat, sinó el dijous a dos quarts de quatre de la tarda. Encara que Neff està molt ocupat aquest dia, ajorna totes les seves obligacions per a anar a casa de Phyllis.
En l'escena següent apareix Phyllis baixant de nou l'escala de la seva casa per a anar a obrir la porta a Neff. Phyllis està sola a casa: el seu marit no està i és el dia lliure de la criada. Ell coqueteja de nou amb ella, però marxa indignat de la casa quan ella li suggereix la possibilitat de fer-li al seu marit una assegurança d'accidents sense que ell ho sàpiga, ja que s'adona que trama un assassinat. Des d'allí, Neff prendrà una cervesa i a la pista de bitlles. Quan està de retorn en el seu pis s'adona que no pot alliberar-se de l'atracció que sent per Phyllis. Toquen al timbre. És ella. Després d'una breu conversa, Neff i Dietrichson es besen apassionadament. Aquests finalment queden a matar al Sr. Dietrichson quan aquest vagi de viatge amb tren, ja que Phyllis li va insistir que vagi amb tren, cap a la seva preparatòria. En la nit en la qual Neff li cobrarà a Sr. Dietrichson, aquest coneix a Lola Dietrichson, la filla de Dietrichson i de la seva primera esposa, i li fa signar al pare d'aquest una pòlissa de l'assegurança contra accidents. Lola volia sortir amb el seu nuvi Nino Zachetti i per a això li diu al seu pare que anirà a patinar al costat d'una amiga de nom Amy. Després Neff es troba amb la Srta. Dietrichson i est la porta cap al lloc on esperava a Zachetti. En el trajecte, Lola li compta a Walter Neff com és el seu tracte a casa: aquesta se sent una estranya i que ningú li fa cas. En arribar al lloc on aquesta Nino, aquest es posa mitjà enutjat pensant que el que portava a Lola era un altre suposat nuvi.

## Repartiment
- Fred MacMurray: Walter Neff
- Barbara Stanwyck: Phyllis Dietrichson
- Edward G. Robinson: Barton Keyes
- Porter Hall: Mr. Jackson
- Jean Heather: Lola Dietrichson
- Tom Powers: Mr. Dietrichson
- Brion Barr: Nino Zachetti
- Richer Gaines: Edward S. Norton Jr.

## Producció

#### Novel·la
La novel·la curta de James M. Cain Pacte de sang (Double Indemnity), escrita en 1935, es basava en un crim real, comès a Nova York, al març de 1927, per Ruth Snyder, un mestressa de casa de Queens, i el seu amant el venedor de cotilles Judd Gray. Ruth Snyder havia convençut a Gray perquè matés al marit d'aquesta, Albert, director artístic d'una revista. A més de desfer-se del marit, la criminal parella buscava cobrar la pòlissa d'assegurances subscrita per aquest per una elevada suma. Tots dos còmplices van ser detinguts a causa de la malaptesa amb què van dur a terme l'assassinat i van morir executats en la cadira elèctrica a la presó de Sing Sing, al gener de 1928. Thomas Howard, fotògraf del Nova York Daily News, va aconseguir treure una fotografia de Ruth Snyder en el moment precís en què moria electrocutada.
Basant-se en aquest crim, que va aconseguir gran difusió popular gràcies als periòdics sensacionalistes de l'època, James M. Cain va escriure en 1935 Pacte de sang, en la qual el principal mòbil dels assassins era estafar a la companyia d'assegurances amb la qual l'assassinat havia subscrit una pòlissa. En la novel·la, a més, l'assassí era un agent d'aquesta companyia.
Pacte de sang es va publicar inicialment en 1935 com a serial, en vuit lliuraments, en les pàgines del setmanari Liberty. L'intent de l'autor de vendre la seva història per al cinema va fracassar llavors a causa de les pressions de l'Oficina Hays, encarregada de la censura cinematogràfica. Diversos anys després, en 1943, la novel·la es va publicar de nou, aquesta vegada inclosa en un llibre titulat Three of a Kind, juntament amb altres dues novel·les curtes: "Career in C Major" i "The Embezzler". L'agent literari de James M. Cain va tornar a enviar còpies als estudis de Hollywood. Aquesta vegada, la història va cridar l'atenció del guionista i director Billy Wilder.

#### Guió
Wilder col·laborava habitualment amb l'escriptor Charles Brackett en l'escriptura dels guions. No obstant això, a Brackett no li va interessar adaptar per a la pantalla el relat de James M. Cain, que trobava chabacano10 i massa ombrívol. Wilder va optar llavors per intentar aconseguir al mateix autor de la novel·la, James M. Cain, per a treballar amb ell en l'adaptació. No va ser possible, no obstant això (segons Wilder, perquè Cain estava llavors treballant en el guió de la pel·lícula Esperit de conquesta (Western Union), que seria dirigida per Fritz Lang;no obstant això, James M. Cain no figura en els crèdits d'aquesta producció, que a més es va estrenar en 1941).
El productor Joseph Stern va recomanar en el seu lloc a Raymond Chandler, que s'havia donat a conèixer com a autor de relats pulp en la revista Black Mask i havia publicat ja diverses novel·les, com El somni etern (1939), Adeu, nina (1940) i La finestra alta (1942). Chandler i Wilder van començar a treballar en el guió al maig de 1943. Chandler no sabia a penes res sobre l'escriptura de guions; malgrat això, i de la mala relació entre ell i Wilder (qui diria de Chandler, anys després, que "tenia molt d'Hitler"), van obtenir un guió excel·lent, que fins i tot va comptar amb l'aprovació del mateix autor de la novel·la, James M. Cain.
Fins a finals de setembre els personatges principals no van obtenir els seus noms definitius: Walter Neff i PhyllisDietrichsson. El guió havia de fer front a les exigències de la censura. Joseph Breen, de l'Oficina Hays, va presentar a la Paramount les seves objeccions sobre el relat original de James M. Cain: els protagonistes burlaven la llei i no eren castigats (al final de la novel·la se suïcidaven); a més, tots dos mantenien una relació adúltera, considerada immoral; finalment, el seu argument explicava com cometre un assassinat. Chandler i Wilder van optar per canviar el final en el seu guió, fent que Walter morís executat en la cambra de gas de la presó de San Quintín.

## Premis i nominacions

### Nominacions[10]
- 1945: Oscar a la millor pel·lícula (Joseph Sistrom)
- 1945: Oscar al millor director (Billy Wilder)
- 1945: Oscar al millor guió (Billy Wilder, James M. Cain, Raymond Chandler)
- 1945: Oscar a la millor actriu (Barbara Stanwyck)
- 1945: Oscar a la millor fotografia (John F. Seitz)
- 1945: Oscar a la millor banda sonora (Miklós Rózsa)
- 1945: Oscar al millor so (Loren L. Ryder)